# Сен-Сольв (Нор)
Сен-Сольв (фр. Saint-Saulve) — коммуна во Франции, регион О-де-Франс, департамент Нор, округ Валансьен, кантон Валансьен. Пригород Валансьена, примыкает к нему с северо-востока, в 2 км от центра города, на правом берегу реки Шельда, в 5 км от автомагистрали А2.
Население (2017) — 11 207 человек.

## Достопримечательности
- Церковь Святого Мартина 1865 года со старинным органом

## Экономика
Структура занятости населения:
- сельское хозяйство — 0,3 %
- промышленность — 32,1 %
- строительство — 4,3 %
- торговля, транспорт и сфера услуг — 31,8 %
- государственные и муниципальные службы — 31,5 %

Уровень безработицы (2017) — 14,0 % (Франция в целом — 12,8 %, департамент Нор — 17,2 %). 

Среднегодовой доход на 1 человека, евро (2017) — 20 400 (Франция в целом — 25 140, департамент Нор — 18 575).

## Демография
Динамика численности населения, чел.

## Администрация
Пост мэра Сен-Сольва с 2020 года занимает член партии Республиканцы Ив Дюзар (Yves Dusart), член Совета департамента Нор от кантона Валансьен. На муниципальных выборах 2020 года возглавляемый им правый список одержал победу в 1-м туре, получив 73,70 % голосов.
| Период | Период | Фамилия      | Партия                                                  | Примечания                                                                       |
| ------ | ------ | ------------ | ------------------------------------------------------- | -------------------------------------------------------------------------------- |
| 1977   | 2020   | Сесиль Галле | Разные правые, Союз за народное движение, Республиканцы | фармацевт, депутат Национального собрания, член Генерального совета департамента |
| 2020   |        | Ив Дюзар     | Республиканцы                                           | член Совета департамента                                                         |

## Ссылки

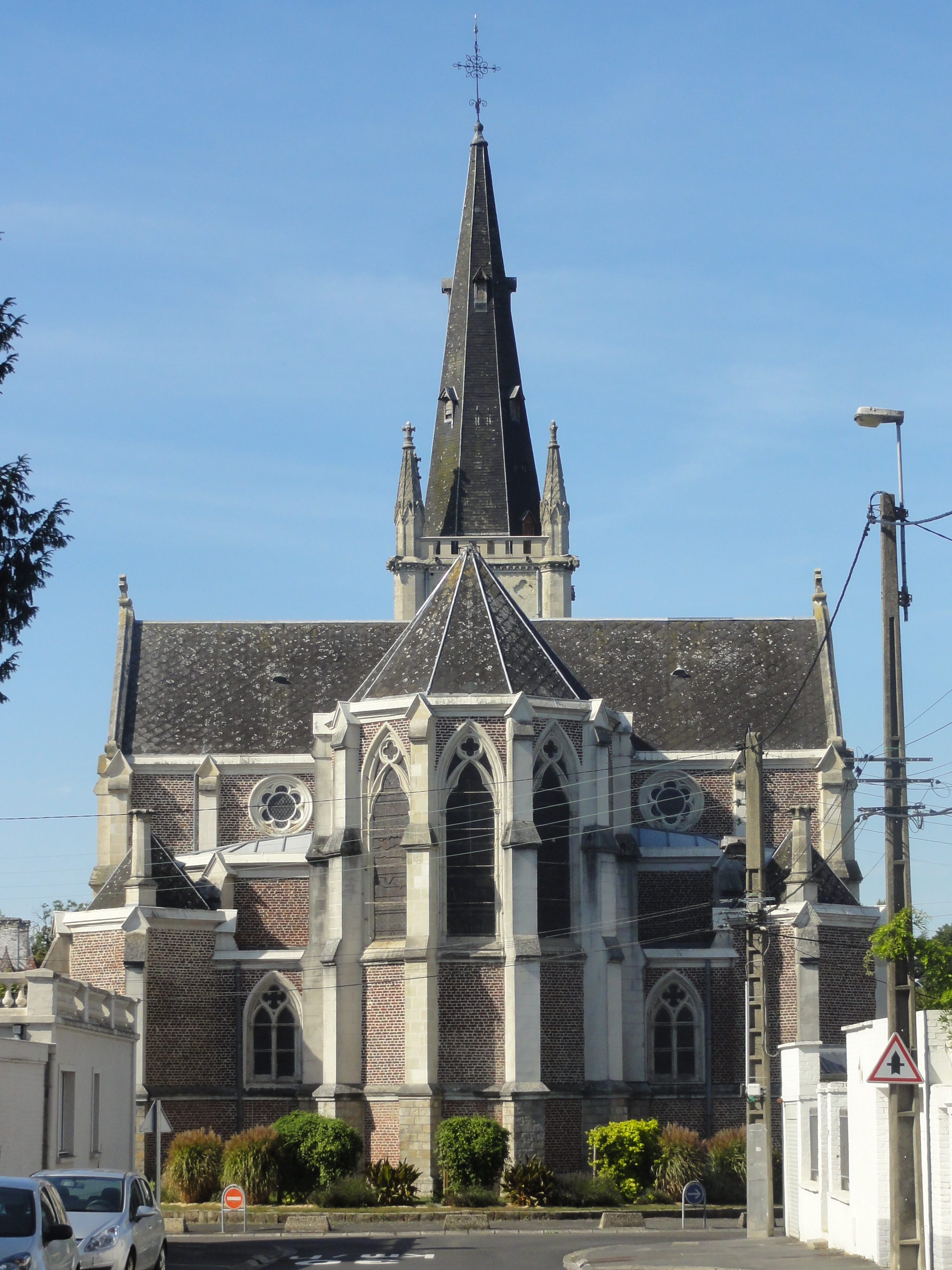
Церковь Святого Мартина